# 山元南スマートインターチェンジ
山元南スマートインターチェンジ（やまもとみなみスマートインターチェンジ）は、宮城県亘理郡山元町坂元上小山にある、常磐自動車道のスマートインターチェンジ。

## 概要
本線直結型である。利用可能車種はETC搭載の全車種で24時間運用。上下線ともに出入可となっている。

## 歴史
- 2013年（平成25年）
  - 5月20日：連結許可[2]。
  - 6月11日：事業許可[2]。
  - 7月1日：工事開始[2]。
- 2016年（平成28年）1月30日：着工[2][3]。
- 2017年（平成29年）4月1日：供用開始[1][4]。

## 周辺
- 坂元駅（JR東日本・常磐線）

## 接続する道路
- 直接接続
  - E6常磐自動車道(25番)
  - 宮城県道44号角田山元線

## 隣
E6 常磐自動車道
(24)新地IC - (25)山元南SIC - (26)山元IC